# Abdulqədir Abdullayev
Abdulqədir Abdulla oğlu Abdullayev (russisch Абдулкадыр Абдуллаев / Abdulkadyr Abdullajew; * 17. Juli 1988 in Akuscha) ist ein ehemaliger aserbaidschanischer Boxer im Schwergewicht.

## Erfolge
Abdullayev wurde 2014 nationaler Meister und daraufhin bei den Europaspielen 2015 in Baku aufgeboten, wo mit Siegen gegen Ádám Hámori, Paul Omba-Biongolo, Sadam Magomedow und Heworh Manukjan die Goldmedaille erkämpfte. Er startete dann auch bei der Weltmeisterschaft 2015 in Doha und erreichte nach siegreichen Kämpfen gegen Chouaib Bouloudinats und Yamil Peralta das Halbfinale, wo er beim Duell um den Finaleinzug gegen Erislandy Savón unterlag und mit einer Bronzemedaille ausschied.
Bei der europäischen Olympiaqualifikation 2016 in Samsun qualifizierte er sich mit Gewinnen gegen Tadas Tamašauskas, Darren O’Neill und Heworh Manukjan für die Olympischen Sommerspiele 2016 in Rio de Janeiro, wo er im Viertelfinale gegen Rustam Toʻlaganov auf einem fünften Platz ausschied. Bei der Europameisterschaft 2017 in Charkiw verlor er im zweiten Kampf durch K. o. gegen Cheavon Clarke und beendete daraufhin seine Karriere.
Von 2011 bis 2016 ging er zudem für das Team Baku Fires in der World Series of Boxing an den Start und gewann 16 von 20 Kämpfen.